# 聖羅薩國家公園
聖羅薩國家公園是哥斯達黎加的國家公園，位於該國西北部，由瓜納卡斯特省負責管轄，毗鄰瓜納卡斯特國家公園，面積387平方公里，成立於1972年3月27日。

## 外部連結
- Santa Rosa National Park （页面存档备份，存于） at Costa Rica National Parks
- Santa Rosa National Park （页面存档备份，存于） at Costa Rica Bureau
- Overview of the park （页面存档备份，存于） from Moon Handbooks